# Ugarte (Adelsgeschlecht)

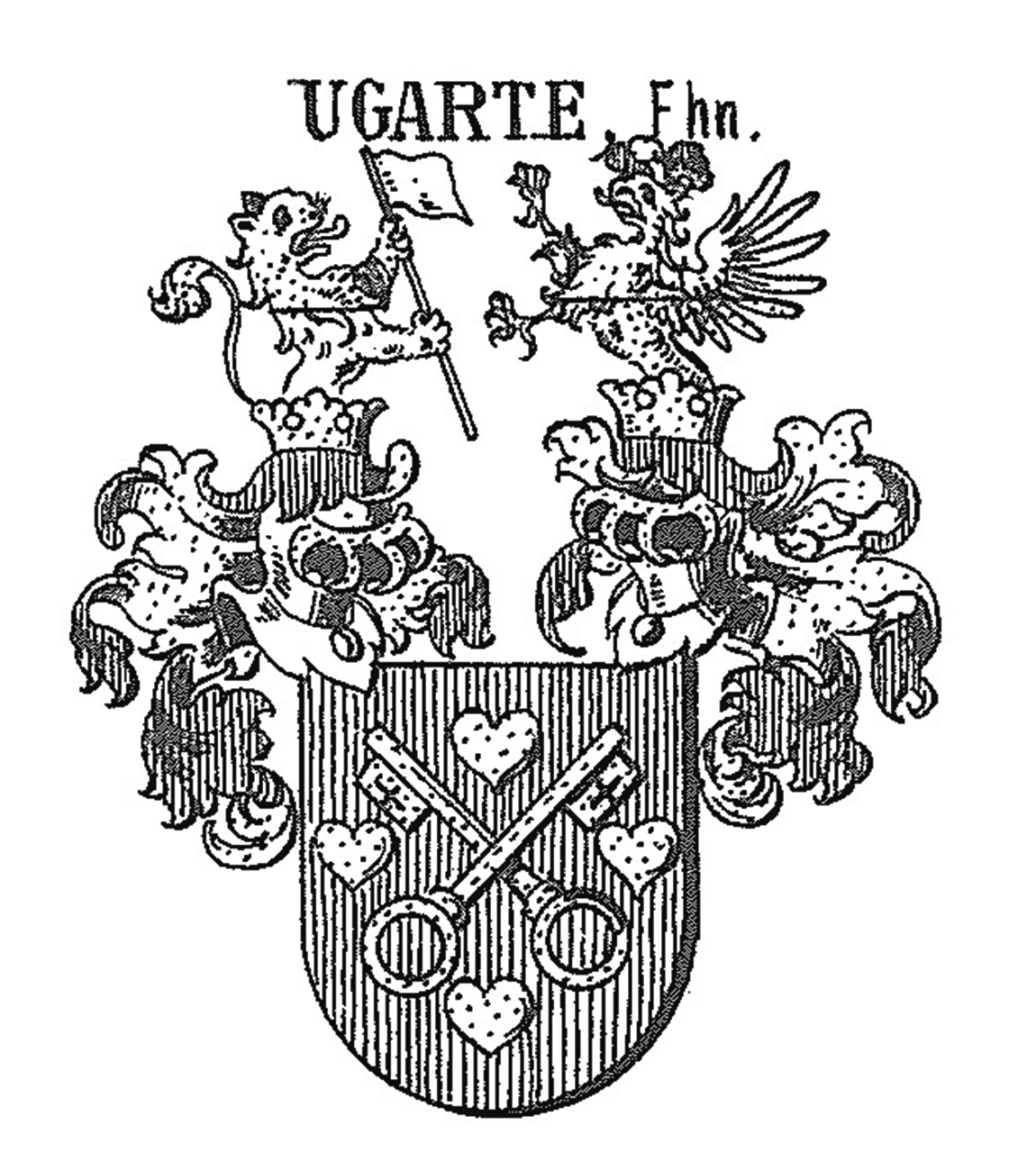
Freiherrliches Wappen

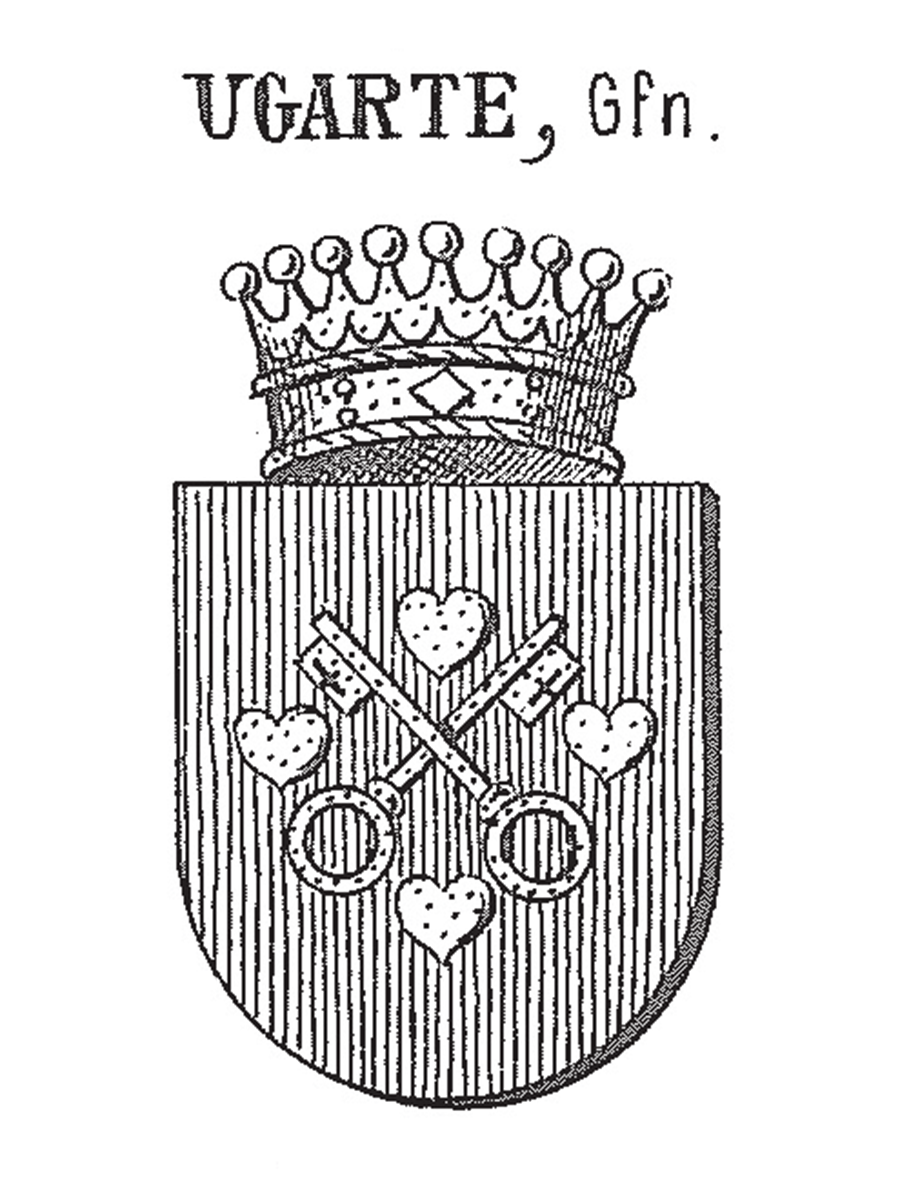
Gräfliches Wappen

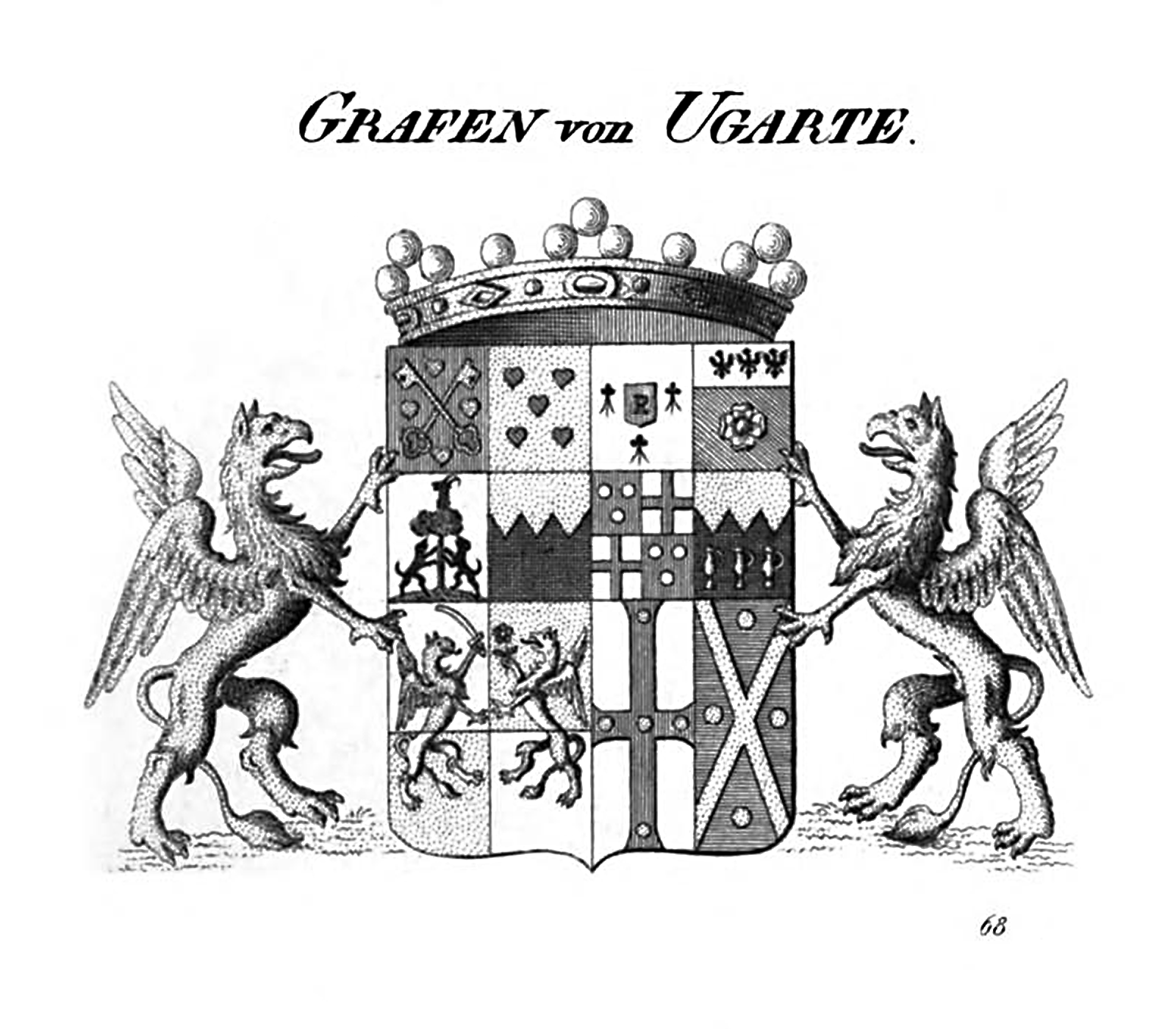
Gebessertes Gräfliches Wappen

Ugarte ist der Name eines spanischen Uradels-Geschlechts aus dem Königreich Navarra, das über die Spanischen Niederlande nach Österreich kam.

## Geschichte
Sie wurden Reichsfreiherrn mit „Herr zu Blanquard und Meldemanne“, Ebersdorf am 2. Oktober 1654; erhielten das Inkolat in Mähren am 24. März 1662 und das Inkolat in Böhmen 1667; „Reichsgraf von und zu Ugarte-Meldemann“, Wien 12. November 1676, alles für Peter von Ugarte (* um 1620, † 1679, Wien), kaiserlicher Oberst, Hofkriegsrat und Kommandant der Garnison in Wien (2. Mai 1679). In 1. Ehe verehelicht mit Eleonore Catharina Gräfin von Verdenberg und Namiest (1629–1660); in 2. Ehe mit Theresia Eleonora Elisabetha Reichsgräfin von Sahr (1639–1705); Böhmischer Graf und Wappenbesserung Laxenburg 29. Mai 1713 für dessen Sohn Ernst Franz Dominik Graf von Ugarte, Freiherr auf Groß-Meseritsch, (* Wien 20. August 1658, † Groß-Meseritsch 5. Juli 1715).
Die Familie erlosch im Mannesstamm mit Maximilian von Ugarte (* 13. Mai 1851, † 8. Februar 1875).
Die älteste nachweisbare Genealogie beginnt mit:
- Francisco Ugarte, Edelmann zu Amurrio in der nordspanischen (baskischen) Tierra de Ayala (heute Teil der Provinz Álava); die Ehefrau ist unbekannt. Dessen Sohn:
- Diego Fernandez de Ugarte, nach 1625 verstorben; verehelicht mit Magdalena de Murga. Deren Sohn:
- Joseph Peter Ritter de Ugarte zu Blanquard und Meldemanne (in den Niederlanden), verstorben vor 1676, verehelicht mit Cordula von Mühlfelder. Deren Sohn:
- Peter Graf von und zu Ugarte-Meldemann (datiert 1676), Freiherr von Groß-Meseritsch, Herr zu Blanquard und Meldemanne, ab 1676 auf Groß-Meseritsch in Mähren[2][3]

## Persönlichkeiten
- Aloys Graf von Ugarte (1749–1817), k.k. Geheimrat und Oberstkanzler, Herr auf Jaispitz, Ritter des Ordens vom Goldenen Vlies
- Aloys der Jüngere Graf von Ugarte (* 9. März 1784, † 25. April 1854), auf Brendig mit Krawska und Zuckerhandl (Suchohrdly), Präsident der Landesregierung im Erzherzogtum Österreich ob der Enns (1827–1834), K.k. Geheimrat und Gouverneur von Mähren und Schlesien (1834–1854), dessen Tochter Louise 1836 in 1. Ehe Wilhelm Graf Chotek von Chotkow und Wognin, Gubernialrat in Linz und in 2. Ehe 1850 Clemens Freiherr von der Vorst-Lombeck und Gudenau, Burggraf von Drachenfels ehelichte.[4]
- Josef Graf Ugarte (1804–1862), österreichischer Diplomat, Besitzer der Güter Schönau und Sollenau, verstarb in Kottingbrunn bei einem Reitunfall
- Maximilian Graf Ugarte (1851–1875), österreichischer Aristokrat, verstarb in San Remo an Scharlach, mit ihm erlosch das Geschlecht im Mannesstamm

## Besitzungen
- Groß Meseritsch, Mähren (1676–1735)
- Kienwald, Böhmen (1688–1744)
- Jaispitz, Mähren (1743–1879)
- Rossitz, Mähren (1791–1844)
- Brenditz (mit Krawska, Zuckerhandl, Baumöhl und Mramotitz), Mähren (1798- )
- Rzikowitz, Mähren (1790- )
- Schloss Schönau und Gut Sollenau, Niederösterreich (1859–1872)